# Dég
Dég é um município da Hungria, situado no condado de Fejér. Tem 46,86 km² de área e sua população em 2015 foi estimada em 2.184 habitantes.